# Klötze
Klötze is een gemeente in de Duitse deelstaat Saksen-Anhalt, en maakt deel uit van de Landkreis Altmarkkreis Salzwedel.
Klötze telt 9.825 inwoners.

## Indeling gemeente
De gemeente is in de volgende Ortschaften en Ortsteilen onderverdeeld:
- Ortschaft Dönitz met de Ortsteilen Altferchau, Dönitz en Schwarzendamm
- Ortschaft Immekath
- Ortschaft Jahrstedt met de Ortsteilen Böckwitz en Jahrstedt
- Ortschaft Kunrau met de Ortsteilen Kunrau en Rappin
- Ortschaft Kusey met de Ortsteilen Kusey en Röwitz
- Ortschaft Klötze met de Ortsteilen Klötze en Nesenitz
- Ortschaft Neuendorf met de Ortsteilen Hohenhenningen, Lockstedt, Neuendorf en Siedentramm
- Ortschaft Neuferchau
- Ortschaft Ristedt met de Ortsteilen Neu Ristedt en Ristedt
- Ortschaft Schwiesau
- Ortschaft Steimke
- Ortschaft Wenze met de Ortsteilen Quarnebeck, Trippigleben en Wenze

Apenburg-Winterfeld ·
Arendsee (Altmark) ·
Beetzendorf ·
Dähre ·
Diesdorf ·
Gardelegen ·
Jübar ·
Kalbe (Milde) ·
Klötze ·
Kuhfelde ·
Rohrberg ·
Salzwedel ·
Wallstawe